# Drimycarpus racemosus
Drimycarpus racemosus är en sumakväxtart som först beskrevs av William Roxburgh, och fick sitt nu gällande namn av Joseph Dalton Hooker. Drimycarpus racemosus ingår i släktet Drimycarpus och familjen sumakväxter. Inga underarter finns listade i Catalogue of Life.